# Terenia
Terenia – wieś sołecka w Polsce, położona w województwie mazowieckim, w powiecie pruszkowskim, w gminie Brwinów.
| SIMC    | Nazwa  | Rodzaj    |
| ------- | ------ | --------- |
| 0000767 | Kopana | część wsi |

W latach 1975–1998 miejscowość administracyjnie należała do województwa warszawskiego.